# Pointe à Retz
Pour les articles homonymes, voir Retz.
La pointe à Retz est un cap de Guadeloupe.

## Géographie
Il se situe au sud de Petit-Canal et au nord de la Pointe à Feuille.

## Histoire
Le canal de Pointe-à-Retz est un canal annexe du canal des Rotours. Il est proche des ruines d'une ancienne usine sucrière, l'usine de la Pointe à Retz, détruite lors du tremblement de terre de 1843, puis reconstruite en partie, avant de fermer définitivement ses portes en 1860. On peut encore y admirer l'ancienne cheminée de l'usine, toujours debout, haute de 12 m et en maçonnerie de tuf et briques de quatre coloris différents.